# Élian Cuvillier
Pour les articles homonymes, voir Cuvillier.
Élian Cuvillier, né le 22 mars 1960 à Nîmes, est un pasteur, exégète et théologien français, professeur à la faculté de théologie protestante de Montpellier jusqu'à sa retraite en juillet 2025.

## Biographie
Après l'obtention de sa maîtrise en théologie, Élian Cuvillier est pasteur de l'Église protestante unie de France dans une paroisse de Charente-Maritime de 1983 à 1988 (Église réformée de La Tremblade). En 1991, il soutient sa thèse de doctorat en Nouveau Testament à la faculté de théologie protestante de Montpellier où il est ensuite nommé maître de conférences. En 1999, il obtient son habilitation universitaire à la faculté de théologie protestante de Strasbourg. Jusqu'en juin 2017, il est professeur de Nouveau Testament à Montpellier. Jusqu'en juin 2025, il est directeur du master professionnel à l'Institut Protestant de théologie, facultés de Paris et Montpellier. Élian Cuvillier est membre non statutaire du laboratoire Centre de recherches interdisciplinaires en sciences humaines et sociales (CRISES) de l’université Paul-Valéry-Montpellier,.
Formé à l'exégèse historico-critique de la Bible, il est influencé par les travaux de Rudolf Bultmann et la théologie dialectique. Il a suivi les évolutions de la critique historique à laquelle il reste attaché et qu'il articule aujourd'hui à la nouvelle critique littéraire. Son travail d’exégète et de théologien se nourrit d'un intérêt marqué pour les sciences humaines, en particulier la psychanalyse, et, de façon plus large, pour la philosophie continentale.
En 2020, pendant le premier confinement, Élian Cuvillier publie des "chroniques du confinement" dans le journal Réforme. Ces chroniques ont donné lieu à une publication aux éditions Ampelos.

## Publications
- Au pied de la lettre. Ces textes bibliques qui nous résistent, Genève, Labor et Fides, 2023.
- Traversée du christianisme. Exégèse, anthropologie, psychanalyse, en coll. avec Jean-Daniel Causse, préface de Guilhen Antier, Lyon, Olivétan, 2021 (réédition d'un ouvrage publié chez Bayard en 2013 ; traduction espagnole : Viaje a través del cristianismo. Exégesis, antropología, psicoanálisis, Bilbao, Loyola, 2015).
- « Guérissez-les ». Salut et guérison dans les églises chrétiennes, en coll. avec Gille Drouin, Agnès von Kirchbach, Julija Vidovic, Paris, Bayard, 2021.
- Fin d’un monde ou faim du monde. Leçons du confinement, Paris, Ampélos, 2020.
- Marie. Qui donc es-tu ? Un regard protestant, Bière, Cabédita, 2015 (2e éd.).
- Bénir les couples homosexuels? Les enjeux d'un débat entre protestants, en coll. avec Charles Nicolas, Lyon, Olivétan, 2015.
- « Au miroir de la Parole ». Lecture de l’épître de Jacques, en coll. avec Jacqueline Assaël, (Cahiers Évangile 167), Paris, Cerf, 2014 (traduction espagnole : « En el espejo de la Palabra. » Lectura de la Carta de Santiago, Estella, Verbo Divino 2015; traduction italienne :  La Lettera di Giacomo « Allo specchio della Parola », Bologna, Edizione Dehoniane 2016).
- Le sermon sur la montagne. Vivre la confiance et la gratuité, Bière, Cabédita, 2013 (traduction italienne : Paradossi del Vangelo. Il discorso della montagna, Bose, Qijajon, 2015).
- L’Épître de Jacques, en coll. avec Jacqueline Assaël, (CNT XIIIa), Genève, Labor et Fides, 2013.
- Divine violence. Approche exégétique et anthropologique, en coll. avec Jean-Daniel Causse et André Wénin, (Lire la Bible 168), Paris, Cerf, 2011 (traduction brésilienne: Divina violência. Abordagem exegética e antropológica, Sao Paulo, Ediçoes Loyola 2019 ; traduction italienne : Violenza divina. Un problema esegetico e antropologico, Bologne, Dehoniane, 2011).
- De Jésus à Jean de Patmos : l’annonce de l’Évangile dans le Nouveau Testament, en coll. avec Emmanuelle Steffek, (Commentaires de la Bible), Lyon, Olivétan, 2010 (traduction arabe en préparation).
- Étranges témoins de la Passion, (Parole vive), Lyon, éditions Olivétan, 2008.
- Parole pour chacun. Femmes et hommes de la Bible interprètes de nos vies, (Parole vive), Lyon, Olivétan 2006 (traduction italienne : La Parola e noi. Donne e uomini della Bibbia interpreti delle nostre vite, Bose, Qijajon, 2021).
- Naissance et enfance d’un Dieu. Jésus Christ dans l’Evangile de Matthieu, Paris, Bayard, 2005 (traduction arabe : Yassouâa al Massih fi bacharati mata, Le Caire, Dar El Thaqafa, 2010).
- L’Évangile de Marc. Traduction et lecture, (Bible en face), Paris/Genève, Bayard/Labor et Fides, 2002 (traduction italienne : Evangelo secondo Marco, Bose, Qiqajon, 2011).
- Il fut transfiguré devant eux. Une oasis rafraîchissante sur le chemin de la foi, en coll. avec Jean Ansaldi, Poliez-Le-Grand, Editions du Moulin, 2002.
- Les apocalypses du Nouveau Testament, (Cahiers Evangile 110), Paris, Cerf, 1999 (traduction portugaise : Os Apocalipses do Novo Testamento, Fátima, Lisboa, 2009 ; traduction espagnole : Los apocalipsis del Nuevo Testamento, Estella, Verbo Divino 2002).
- L’apocalypse… c’était demain. Protestations d’espérance au cœur du Nouveau Testament, Aubonne, Editions du Moulin, 1996 (2e éd) (traduction tchèque : Apokalypsa byla zítra. Vyznání naděje v Novém zákoně, Brno, Nakladatelství Mlyn, 1999).
- Qui donc es-tu Marie ? Les différents visages de la mère de Jésus dans le Nouveau Testament, Aubonne, Editions du Moulin, 1994 (traduction italienne : Maria chi sei veramente ? I differenti volti della madre di Gesu nel Nuovo Testamento, Torino, Claudiana, 2002).
- Le concept de parabolê dans le second évangile, (Études Bibliques NS 19), Paris, Gabalda, 1993 (thèse de doctorat).
- La tragédie de Jésus. Marc raconte l’Évangile, Aubonne, Editions du Moulin, 1989.
- L’apocalypse, c’était demain. Les Apocalypses du Nouveau Testament : un manifeste pour l’espérance, Aubonne, Editions du Moulin, 1987.

## Éditeur scientifique
- John Caputo. Faiblesse de Dieu et déconstruction de la théologie, numéro spécial de la revue Études théologiques et religieuses 90/3 (2015)
- Entre exégètes et théologiens : la Bible. Actes du congrès de l’ACFEB, Toulouse, 29 août – 1er septembre 2011, édité en coll. avec Bernadette Escaffre, Paris, Cerf, 2014.
- Le Pacte pseudépigraphique, numéro spécial de la revue Études théologiques et religieuses, tome 88/4 (2013)
- Mythes grecs, mythes bibliques. L’humain face à ses dieux, édité en coll. avec Jean-Daniel Causse, (Lire la Bible 150), Paris, Cerf, 2007.
- Sola Fide. Mélanges offerts au professeur Jean Ansaldi, (Actes et Recherches), Genève, Labor et Fides, 2004.